# Natsumi Fujita
Natsumi Fujita (Tagajō, 5 agosto 1991) è una pallavolista giapponese.
Gioca nel ruolo di palleggiatrice nelle Queenseis Kariya.

## Carriera
La carriera di Natsumi Fujita inizia a livello scolastico con la Takasaki Junior High e la Furukawa Gakuen Highschool. Debutta da professionista nella V.Premier League giapponese nella stagione 2010-11, rivestendo il ruolo di palleggiatrice di riserva nelle Toyota Queenseis; viene promossa titolare nella stagione successiva, durante la quale è finalista in Coppa dell'Imperatrice. Nel 2013 viene convocata per la prima volta in nazionale, prendendo parte al Montreux Volley Masters, mentre con la nazionale under 23 vince la medaglia di bronzo al campionato mondiale. Nella stagione 2013-14 conquista il Torneo Kurowashiki, venendo inserita nel sestetto ideale del torneo.

## Palmarès

### Club
- Torneo Kurowashiki: 1

2014

### Nazionale (competizioni minori)
- Campionato mondiale under 23 2013
- Montreux Volley Masters 2015

### Premi individuali
- 2014 - Torneo Kurowashiki: Sestetto ideale